# Ducat de Badajoz
El ducat de Badajoz és un títol nobiliari espanyol concedit en dues ocasions.
La primera vegada va ser atorgat per Enric IV de Castella en data desconeguda a Hernán Gómez de Cáceres y Solís, senyor de Salvatierra i de Barcarrota, alcalde de la ciutat de Badajoz, revertint novament a la corona en 1470.
Posteriorment va ser ofert per Joan de Borbó i Battenberg al seu nebot Alfons de Borbó i Dampierre en els anys 50, però aquest ho va rebutjar al·legant que encara era jove i esperava ostentar una dignitat major.
Finalment, el comte de Barcelona l'hi concediria a la seva filla, la infanta Pilar, amb motiu de les seves noces en 1967. Aquest mateix any, mitjançant un decret de 17 d'abril, el general Franco va concedir a la infanta la facultat d'usar-lo a Espanya. Aquest privilegi seria confirmat pel seu germà Joan Carles en convertir-se en rei d'Espanya.
El ducat de Badajoz, per ser un títol de la Casa Reial, va ser concedit amb caràcter personal i vitalici i, per tant, revertirà a la Corona una vegada mori la infanta Pilar.

## Ducs de Badajoz
|                                               | Titular                                  | Període                                  |
| Primera creació per Enric IV de Castella      | Primera creació per Enric IV de Castella | Primera creació per Enric IV de Castella |
| --------------------------------------------- | ---------------------------------------- | ---------------------------------------- |
| I                                             | Hernán Gómez de Cáceres y Solís          | 1454-1470                                |
| Segona creació per Joan de Borbó i Battenberg |                                          |                                          |
| I                                             | Pilar de Borbó i Borbó                   | 1967-2020                                |